# 往生要集
往生要集（おうじょうようしゅう）は、比叡山中、横川（よかは）の恵心院に隠遁していた源信が、寛和元年（985年）に、浄土教の観点より、多くの仏教の経典や論書などから、極楽往生に関する重要な文章を集めた仏教書で、1部3巻からなる。
死後に極楽往生するには、一心に仏を想い念仏の行をあげる以外に方法はないと説き、浄土教の基礎を創る。また、この書物で説かれた、地獄極楽の観念、厭離穢土欣求浄土の精神は、貴族や庶民らにも普及し、後の文学思想にも大きな影響を与えた。
一方、易行とも言える称名念仏とは別に、瞑想を通じて行う自己の肉体の観想と、それを媒介として阿弥陀仏を色身として観仏する観想念仏という難行について多くの項が割かれている。
また、その末文によっても知られるように、本書が撰述された直後に、北宋台州の居士で周文徳という人物が、本書を持って天台山国清寺に至り、中国の僧俗多数の尊信を受け、会昌の廃仏以来、唐末五代の混乱によって散佚した教法を、中国の地で復活させる機縁となったことが特筆される。

## 内容
- 巻上
  - 大文第一 厭離穢土 - 地獄、餓鬼、畜生、阿修羅、人間、天人の六道を説く。
  - 大文第二 欣求浄土 - 極楽浄土に生れる十楽を説く。
  - 大文第三 極楽証拠 - 極楽往生の証拠を書く。
  - 大文第四 正修念仏 - 浄土往生の道を明らかにする。
- 巻中
  - 大文第五 助念方法 - 念仏修行の方法論。
  - 大文第六 別時念仏 - 臨終の念仏を説く。
- 巻下
  - 大文第七 念仏利益 - 念仏による功徳。
  - 大文第八 念仏証拠 - 念仏による善業。
  - 大文第九 往生諸行 - 念仏の包容性。
  - 大文第十 問答料簡 - 何よりも勝れているのが念仏であると説く。

## 解釈

### 法然
法然は、一見すると天台の教えに沿ったこの書の主眼は、
導和尚云 若能如上念念相続畢命為期者 十即十生 百即百生 若欲捨専修雑業者 百時希得一二 千時希得三五
と善導の『往生礼讃偈』の引用文より、観想念仏から専修念仏へ誘引するための書として重視した。また法然は『選択本願念仏集』において、
往生礼讃云 若能如上念念相続畢命為期者 十即十生 百即百生 何以故 無外雑縁得正念故 与仏本願相応故 不違教故 随順仏語故 若欲捨専修雑業者 百時希得一二 千時希得五三 （中略） 私云 見此文 弥須捨雑修専 豈捨百即百生専修正行 堅執千中無一雑修雑行乎 行者能思量之
（訓読）往生礼讃に云く、「若し能く上の如く念念相続して、畢命を期と為る者は、十は即ち十ながら生じ、百は即ち百ながら生ず。何を以ての故に。外の雑縁無く、正念を得るが故に。仏の本願と相応するが故に。若し専を捨てゝ雑業を修せむと欲する者は、百の時に希に一二を得、千の時に希に五三を得。 （中略） 私に云はく、此の文を見るに、弥須く雑を捨てゝ専を修すべし。豈に百即百生の専修正行を捨てゝ、堅く千中無一の雑修雑行を執せむや。行者能く之を思量せよ。
と『往生礼讃偈』の同部分を引用し、註釈を加え専修念仏を説いた。

### 親鸞
法然を師とする親鸞も同様に、当時の貴族の間で流行していた観想念仏の教えを説きつつ、観想念仏を行えない庶民に称名念仏の教えを誘引するための書と受けとめる。この事は、『正信念仏偈』「源信章」と『高僧和讃』「源信大師」における評価から見取ることができる。そのため浄土真宗各派において『往生要集』は正依の聖教とされる。

## 主な引用書
経典
- 仏説無量寿経
- 仏説観無量寿経
- 大宝積経
- 般舟三昧経
- 妙法蓮華経
- 阿弥陀鼓音声経
- 大方広仏華厳経
- 観仏三昧経
- 大集経
- 平等覚経
- 大般若波羅蜜経
- 十往生経
- 大般涅槃経
- 大乗本生心地観経
- 仏蔵経
- 正法念処経
- 大悲経
- 梵網経
- 優婆塞戒経

論書
- 大智度論
- 十住毘婆沙論
- 浄土論
- 瑜伽師地論
- 釈浄土群疑論
- 迦才浄土論
- 摩訶止観
- 安楽集
- 往生礼讃偈
- 観念法門
- 西方要決
- 浄土十疑論
- 往生論釈（智光）
- 極楽浄土九品往生義（良源）

## 別訳版
- 石田瑞麿訳注 『往生要集　日本浄土教の夜明け』 平凡社〈東洋文庫〉※ 全2巻、1964年、オンデマンド版2003年 - 現代語訳
- 川崎庸之・秋山虔・土田直鎮訳注 『往生要集　全現代語訳』[6] 講談社学術文庫※、2018年。ISBN 406-5128404。

論集
- 中村元『往生要集を読む』講談社学術文庫（元版は岩波書店）
- 石田瑞麿『往生要集入門―悲しき者の救い』講談社学術文庫※（元版は筑摩書房）
- 阿満利麿『『往生要集』入門　―人間の悲惨と絶望を超える道』筑摩選書※

※各・電子書籍で再刊